# فریپورت (مین)
فریپورت (به انگلیسی: Freeport) یک شهرک در ایالات متحده آمریکا است که در شهرستان کامبرلند، مین واقع شده‌است. فریپورت ۱۲۰٫۳۶ کیلومتر مربع مساحت و ۷٬۸۷۹ نفر جمعیت دارد و ۱۱ متر بالاتر از سطح دریا واقع شده‌است.